# کاروانسرای نو (کاشان)
کاروانسرای نو مربوط به دوره قاجار است و در کاشان، راسته بازار و در نزدیکی مسجد میرعماد واقع شده و این اثر در تاریخ ۱۰ خرداد ۱۳۸۲ با شمارهٔ ثبت ۹۰۳۴ به‌عنوان یکی از آثار ملی ایران به ثبت رسیده است.